# Torneo Latino de Rugby League 2019
El Torneo Latino de Rugby League de 2019 fue la tercera edición del torneo de rugby league en formato de 9 jugadores.
El campeón fue el seleccionado de El Salvador al vencer en la final a Chile por un marcador de 18 a 16.
Se disputó el 7 de septiembre en el Hillier Oval de Liverpool, Sídney en Australia.

## Equipos participantes
- Brasil
- Chile
- El Salvador
- Nicaragua
- Perú
- Uruguay

## Resultados

### Grupo A
| 7 de septiembre | Nicaragua | 4 - 20 | El Salvador | Hillier Oval, Sídney |  |

| 7 de septiembre | Chile | 6 - 10 | El Salvador | Hillier Oval, Sídney |  |

| 7 de septiembre | Chile | 36 - 6 | Nicaragua | Hillier Oval, Sídney |  |

### Grupo B
| 7 de septiembre | Uruguay | 20 - 12 | Perú | Hillier Oval, Sídney |  |

| 7 de septiembre | Brasil | 14 - 4 | Perú | Hillier Oval, Sídney |  |

| 7 de septiembre | Uruguay | 10 - 4 | Brasil | Hillier Oval, Sídney |  |

### Semifinales
| 7 de septiembre | Brasil | 8 - 14 | El Salvador | Hillier Oval, Sídney |  |

| 7 de septiembre | Chile | 26 - 18 | Uruguay | Hillier Oval, Sídney |  |

### Definición 5° puesto
| 7 de septiembre | Perú | 34 - 12 | Nicaragua | Hillier Oval, Sídney |  |

### Definición 3° puesto
| 7 de septiembre | Brasil | 28 - 14 | Uruguay | Hillier Oval, Sídney |  |

### Final
| 7 de septiembre | Chile | 16 - 18 | El Salvador | Hillier Oval, Sídney |  |